# Coupe d'Allemagne de patinage artistique 1995
Navigation
Édition précédente Édition suivante
La Coupe d'Allemagne était une compétition internationale de patinage artistique qui se déroulait en Allemagne au cours de l'automne, entre 1986 et 2004. Elle accueillait des patineurs amateurs de niveau senior dans quatre catégories: simple messieurs, simple dames, couple artistique et danse sur glace. En 1995, son nom officiel était la Coupe des nations.
La neuvième Coupe d'Allemagne est organisée du 23 au 25 novembre 1995 à Gelsenkirchen.

## Premier Grand Prix ISU
L'International Skating Union crée en 1995 un Grand Prix ISU pour les patineurs amateurs. Il se compose de cinq épreuves organisées par les cinq fédérations des pays :
- le Skate America
- le Skate Canada
- la Coupe d'Allemagne
- le Trophée de France
- le Trophée NHK

La Coupe de Russie  viendra s'ajouter en 1996 aux cinq épreuves précédentes.
La Coupe d'Allemagne est la quatrième compétition de la Série des champions ISU senior de la saison 1995/1996.

## Résultats

### Messieurs
| Rang | Nom                    | Pays       | Points | Prog. court | Prog. libre |
| ---- | ---------------------- | ---------- | ------ | ----------- | ----------- |
| 1    | Vyacheslav Zahorodnyuk | Ukraine    | 2.5    | 1           | 2           |
| 2    | Aleksey Urmanov        | Russie     | 3.0    | 4           | 1           |
| 3    | Todd Eldredge          | États-Unis | 4.5    | 3           | 3           |
| 4    | Scott Davis            | États-Unis | 6.0    | 2           | 5           |
| 5    | Andrejs Vlascenko      | Allemagne  | 6.5    | 5           | 4           |
| 6    | Michael Shmerkin       | Israël     | 9.0    | 6           | 6           |
| 7    | Sébastien Britten      | Canada     | 12.0   | 10          | 7           |
| 8    | Francis Gastellu       | France     | 12.0   | 8           | 8           |
| 9    | Oleg Tataurov          | Russie     | 12.5   | 7           | 9           |
| 10   | Nicolas Pétorin        | France     | 14.5   | 9           | 10          |
| 11   | Mirko Eichhorn         | Allemagne  | 16.5   | 11          | 11          |
| 12   | Shin Amano             | Japon      | 18.0   | 12          | 12          |

### Dames
| Rang | Nom              | Pays       | Points | Prog. court | Prog. libre |
| ---- | ---------------- | ---------- | ------ | ----------- | ----------- |
| 1    | Michelle Kwan    | États-Unis | 1.5    | 1           | 1           |
| 2    | Maria Butyrskaya | Russie     | 3.0    | 2           | 2           |
| 3    | Nicole Bobek     | États-Unis | 5.5    | 5           | 3           |
| 4    | Tanja Szewczenko | Allemagne  | 5.5    | 3           | 4           |
| 5    | Elena Liashenko  | Ukraine    | 8.0    | 4           | 6           |
| 6    | Susan Humphreys  | Canada     | 8.5    | 7           | 5           |
| 7    | Rena Inoue       | Japon      | 10.0   | 6           | 7           |
| 8    | Evelyn Großmann  | Allemagne  | 12.5   | 9           | 8           |
| 9    | Malika Tahir     | France     | 13.0   | 8           | 9           |

### Couples
| Rang | Nom                                       | Pays       | Points | Prog. court | Prog. libre |
| ---- | ----------------------------------------- | ---------- | ------ | ----------- | ----------- |
| 1    | Marina Eltsova / Andrei Bushkov           | Russie     | 2.0    | 2           | 1           |
| 2    | Mandy Wötzel / Ingo Steuer                | Allemagne  | 2.5    | 1           | 2           |
| 3    | Elena Berejnaïa / Oleg Shliakhov          | Lettonie   | 5.0    | 4           | 3           |
| 4    | Kyoko Ina / Jason Dungjen                 | États-Unis | 5.5    | 3           | 4           |
| 5    | Natalia Krestianinova / Alexei Torchinski | Russie     | 7.5    | 5           | 5           |
| 6    | Marie-Claude Savard-Gagnon / Luc Bradet   | Canada     | 10.0   | 8           | 6           |
| 7    | Silvia Dimitrov / Rico Rex                | Allemagne  | 10.0   | 6           | 7           |
| 8    | Olena Bilousivska / Serhiy Potalov        | Ukraine    | 12.5   | 9           | 8           |
| 9    | Sarah Abitbol / Stéphane Bernadis         | France     | 12.5   | 7           | 9           |
| 10   | Line Haddad / Sylvain Privé               | France     | 15.0   | 10          | 10          |
| 11   | Cheryl Marker / Todd Price                | États-Unis | 17.0   | 12          | 11          |
| 12   | Allison Gaylor / David Pelletier          | Canada     | 17.5   | 11          | 12          |

### Danse sur glace
| Rang | Nom                                   | Pays       | Points | Danse imposée | Danse originale | Danse libre |
| ---- | ------------------------------------- | ---------- | ------ | ------------- | --------------- | ----------- |
| 1    | Anzhelika Krylova / Oleg Ovsiannikov  | Russie     | 2.0    | 1             | 1               | 1           |
| 2    | Irina Romanova / Igor Yaroshenko      | Russie     | 4.0    | 2             | 2               | 2           |
| 3    | Irina Lobatcheva / Ilia Averboukh     | Russie     | 6.0    | 3             | 3               | 3           |
| 4    | Renée Roca / Gorsha Sur               | États-Unis | 8.0    | 4             | 4               | 4           |
| 5    | Margarita Drobiazko / Povilas Vanagas | Lituanie   | 10.8   | 7             | 5               | 5           |
| 6    | Kati Winkler / René Lohse             | Allemagne  | 12.0   | 6             | 6               | 6           |
| 7    | Chantal Lefebvre / Michel Brunet      | Canada     | 14.0   | 7             | 7               | 7           |
| 8    | Agnes Jacquemard / Alexis Gayet       | France     | 16.0   | 8             | 8               | 8           |
| 9    | Stéphanie Guardia / Frank Laporte     | France     | 18.0   | 9             | 9               | 9           |
| 10   | Amy Webster / Ron Kravette            | États-Unis | 20.0   | 10            | 10              | 10          |
| 11   | Aya Kawai / Hiroshi Tanaka            | Japon      | 23.0   | 12            | 12              | 11          |
| 12   | Tarja Kuhlfluck / Ralf Seidel         | Allemagne  | 23.0   | 11            | 11              | 12          |

## Sources
- Patinage Magazine N°50 (Décembre 1995-Janvier/Février 1996)
- Résultats des cinq compétitions du Grand Prix ISU 1995